# کرسون هوآنگ
کرسون هوآنگ (انگلیسی: Kerson Huang; ۱ ژانویهٔ ۱۹۲۸ – ۱ سپتامبر ۲۰۱۶) فیزیک‌دان، زبان‌شناس، و استاد دانشگاه اهل ایالات متحده آمریکا بود. او استاد دانشگاه MIT بود.
وی همچنین برندهٔ جوایزی همچون کمک‌هزینه گوگنهایم شده‌است.